# Sifang Art Museum
Das Sifang Art Museum (zuvor bekannt als 4Cube Museum of Contemporary Art) ist ein Museum in Nanjing in der Provinz Jiangsu in China. Es ist eine private, gemeinnützige Einrichtung, die der Ausstellung, Bewahrung, Forschung und Bildung rund um Zeitgenössische Kunst und Architektur gewidmet ist. 
2013 eröffneten die vom US-amerikanischen Architekten Steven Holl neugestalteten und neuerbauten Gebäude. Sie beinhalten 3000 m² Ausstellungsbereich sowie ein Teehaus und ein Wohnhaus für den Kurator.
Das Museum ist Teil der Chinese International Practical Exhibition of Architecture (CIPEA).